# Üdvösség Hirdetői Egyház
Az Üdvösség Hirdetői Egyház Vallási Egyesület pünkösdi-karizmatikus, teljes evangéliumi keresztény felekezet. Magyarországon hivatalosan bejegyzett egyház 2005 óta. Főként Kenneth E. Hagin, E. W. Kenyon és Derek Prince tanításait követi. Az Üdvösség Hirdetői Egyház 2006 óta tagja a Faith Christian Fellowship International Church Inc. (FCF) nemzetközi hitszervezetnek.

## Története
Az Üdvösség Hirdetői Egyház keresztény, kinyilatkoztatáson alapuló egyház, Kenneth E. Hagin tanításait alkalmazza. 2005-ben alakult egy hatfős imacsoporttal, majd az évek folyamán fejlődésnek indult. Jelenleg tíz városban szolgálnak, ez magába foglalja az országhatáron túli közösségeket is (Szerbia, Zenta, Szabadka, és alkalomszerűen a Vajdaságban másutt).
Az Üdvösség Hirdetői Egyház létrehozásának fő célja, a teljes evangélium hirdetése, hitoktatás, lelki gondozás, szeretetszolgálat, evangéliumi szolgálatok kiképzése, és kiküldése a széles világra, betegekért való imádkozás, bibliaiskolai képzés, mely két éves, és ingyenes bibliaiskola a világhálón (Youtube).
Az istentiszteleteken az egyház hűen követi a Bibliát (Károlyi-biblia). Kiemeli a Szentírás fő mondanivalóit, mint az üdvösség, ima, dicséret, igehirdetés, tanítás, szellemi ajándékok megnyilvánulása, gyógyítások ajándéka, kézrátétellel való imádkozás, bizonyságtevés, úrvacsora, nyelveken szólás, bemerítkezés. 